# 도호부
도호부(都護府)는 중국의 한(漢), 당(唐) 왕조 시대에 변방 경비 · 주변 이민족 통치 등을 위해 설치한 군사 기관이다. 고려와 조선에서도 설치하였는데, 군사적 기능보다는 일반 행정 관청의 성격이 많았다. 중국의 도호부의 장관은 도호(都護)라고 하였다.

## 중국

### 한대
- 서역도호부(西域都護府) ...신작 3년(기원전 59년), 오루성(烏塁城, 현 신장 위구르 자치구 바인골린 몽골 자치주 룬타이현 부근)에 설치.

### 당대
내몽골
- 한해도호부(翰海都護府) ... 영휘 원년(650년), 동돌궐을 평정한 뒤에 후허하오터 부근에 설치.
- 운중도호부(雲中都護府) ... 용삭 3년(663년) 2월에 한해도호부의 이름을 고쳤다.
- 단우대도호부(単于大都護府) ... 인덕 원년(664년), 운중도호부의 이름을 고쳤다.

외몽골
- 연연도호부(燕然都護府) ... 정관 21년(647년), 외튀켄 산(鬱督軍山)에 설치되었다. 철륵(鉄勒) 제부가 당에 귀순하면서 그 땅을 나누어 13주부를 두었다.
- 한해도호부(翰海都護府) ... 용삭 3년(663년) 2월 연연도호부의 이름을 고쳤다.
- 안북대도호부 ... 총장 2년(669년) 8월 한해도호부의 이름을 고쳤다. 이후 동돌궐이 세력을 키움에 따라 음산(陰山) 방면으로 이동했다.

중가르 분지
- 북정대도호부(北庭大都護府) ... 중가리아 방면(실크로드의 천산 북로 근처)의 수비를 맡았다. 정관(貞観) 14년(640년), 정주(庭州) 근처의 비슈바리크(현재 지무싸얼현 북정향(北庭郷))에 비릉도호위부(毗陵都護衛府)를 설치하였다. 장안 2년(702년), 북정도호부로 개칭. 경룡 3년(709년), 북정대도호부가 되었다. 정원 6년(790년) 11월, 토번에 점령되었다.

타림 분지
- 안서대도호부(安西大都護府) ... 톈산산맥의 남쪽을 지나는 실크로드 천산 남로(天山北路)의 수비와, 돌궐 · 토번 등의 방위를 맡았다. 정관 14년(640년), 고창국을 멸하고 서주도호부(西州都護府)를 설치하였다. 영휘 2년(651년) 11월, 고창 옛 땅(서주)에 안서도호부를 설치하였다. 현경 3년 (658년) 5월 구자성으로 이전하였다. 고구려 유민 출신의 무장인 고선지가 안서도호을 지내기도 하였다. 정원 3년(787년), 토번에 의해 멸망했다.

중앙아시아
- 몽지도호부(濛池都護府) ... 현경 3년(658년) 2월, 서돌궐의 아사나하로(阿史那賀魯)가 토벌된 뒤에 설치되었다.
- 곤릉도호부(昆陵都護府) ... 현경 3년(658년) 2월 아사나하로가 토벌된 후에 설치되었다.

한반도
- 웅진도독부(熊津都督府) ... 현경 5년(660년), 신라의 요청으로 결성된 연합군이 백제를 멸망시키고 그 지역에 설치하였다. 나당전쟁(670~678)으로 안동도호부와 함께 요동 지역의 건안성으로 옮겨졌다.
- 계림대도독부(鶏林州都督府) ... 용삭 3년(663년) 4월, 신라의 판도에 당이 일방적으로 설치하였으며 문무왕을 계림주대도독에 임명하였다. 나당 전쟁으로 당군이 한반도에서 축출됨으로써 유명무실해져서 당의 신라에 대한 책봉호로써만 존재하게 되었다.
- 안동도호부(安東都護府) ... 총장 원년(668년) 9월, 고구려를 멸망시키고 평양에 설치. 한반도 북부와 만주를 지배하였다. 상원 3년(676년) 2월에 신라, 고구려 유민과의 항쟁에 패배하여 요동성(요양)에 후퇴하였다가 의봉 2년(677년), 다시 신성으로 이전하였다. 697년에 대조영(고왕)과의 항쟁의 영향으로 폐지되었지만, 신룡 원년(705년) 발해와 당 사이에 국교가 수립된 뒤 재설치되었다. 안사의 난 때 최종 폐지되었다.

동남아시아
- 안남도호부(安南都護府) ... 베트남 및 기타 남부 국가에 대한 지배를 위해 설치하였다. 영륭 2년(681년) 8월, 교주(交州)를 안남도호부로 이름을 고쳤다. 안남도호부의 전신은 무덕 5년(622년)에 설치된 교주대총관부(交州大総管府, 교주는 현재 하노이 부근). 일본의 견당사로써 당 조정의 비서감 관직을 지냈던 아베노 나카마로(阿倍仲麻呂)도 한때 안남도호을 맡았다. 860년, 863년 남조(南詔)에 점령된다.

### 육도호부(六都護府)
안서대도호부, 북정대도호부, 안북대도호부, 단우대도호부, 안동도호부, 안남도호부를 육도호부라 하여 가장 유명하다.

## 한국

### 고려
995년(성종 14년)에 거란의 침입에 대비하기 위해 지방 제도를 개편할 때 군사 요충지에 처음 도입되었다. 이 시기에 설치된 도호부는 군사적 성격이 강하였는데, 고려 후기로 가면서 일반 행정 관청으로서의 도호부가 다수 설치되었다.
- 안변도호부(安邊都護府) : 화주(和州)에 설치, 1018년 등주(登州)로 이전
- 안서도호부(安西都護府) : 풍주(豊州)에 설치, 해주(海州)로 이전, 1122년 대도호부로 승격
- 안동도호부(安東都護府) : 경주(慶州)로 이전, 1027년 폐지
- 안남도호부(安南都護府) : 전주(全州)에 설치, 1022년 폐지
- 안북대도호부(安北大都護府) : 영주(寧州, 평안도 안주)에 설치

### 조선
고려의 지방 관직 체계를 계승한 조선왕조는 1392년 개국 초기에 전국 8도에 18개의 도호부를 두었다. 인구 증가, 왕비 출생지역 우대, 군사상 필요 등에 의해 도호부 숫자는 계속 증가하여 19세기 고종 때가 되면 75개로 늘어났다. 도호부에는 종3품 도호부사가 임명되었으며, 지명 또는 관직 명칭에서 '도호'를 제외하여 부(府)라고 약칭하기도 하였다. 1894년 갑오개혁으로 중앙과 지방의 행정을 개편할 때 대부분 군(郡)으로 개칭되었다.

## 참고 문헌
- 이 문서에는 다음커뮤니케이션(현 카카오)에서 GFDL 또는 CC-SA 라이선스로 배포한 글로벌 세계대백과사전의 "《도호부》" 항목을 기초로 작성된 글이 포함되어 있습니다.

## 같이 보기
- 책봉
- 절도사
- 기미정책
- 부병제
- 대도호부

## 참고 자료
- 「구당서」(본기, 지제18 지리1)
- 「신당서」(지제27 지리1, 지제30 지리4)